# Paulina Majkowska
Paulina Majkowska (ur. 6 lutego 1995) – polska siatkarka, grająca na pozycji środkowej. 
Pochodzi z Rumi.
W 2014 roku rozpoczęła studia na Akademii Wychowania Fizycznego im. Bronisława Czecha w Krakowie.
Od 2018 roku jest wegetarianką i czasami zdarza się jej być też fleksitarianką. 

## Sukcesy klubowe

### juniorskie
Mistrzostwa Polski Juniorek:
- 2013[12], 2014[13]

### seniorskie
Mistrzostwo I ligi:
- 2019[14], 2020
- 2017

Puchar Polski:
- 2024[15]

Tauron Liga:
- 2024[16]

## Nagrody indywidualne
- 2013: Najlepsza blokująca Mistrzostw Polski Juniorek[17]